# Mercedes-Benz W108 e W109
W108 e W109 sono le sigle di un'autovettura di lusso prodotta dalla Casa tedesca Mercedes-Benz tra il 1965 ed il 1972.

## La presentazione
Le Heckflosse W111/W112, pur apprezzate dal pubblico, presentavano due "criticità": la linea, disegnata per compiacere il mercato statunitense, era troppo legata alle mode ed era inoltre evidente l'eccessiva somiglianza con le meno pregiate Heckflosse W110.
Nacque così l'esigenza di un'ammiraglia più austera e meno soggetta al rapido invecchiamento. Per quanto riguarda il fattore sicurezza vennero adottati quei criteri utilizzati anche per il precedente modello e per la più grande e lussuosa 600, vale a dire una scocca a deformazione programmata, ulteriormente migliorata in questo caso. Per quanto riguardava invece il disegno del corpo vettura, l'incarico venne affidato a Paul Bracq, cimentatosi in uno dei suoi ultimi lavori prima di lasciare la Casa tedesca.
Il disegno della nuova vettura apparve decisamente sobrio e privo di fronzoli, ma efficace al punto da risultare attuale ancora al momento della cessazione della produzione e da aver condizionato fortemente lo stile delle più piccole W114 e W115, nate due anni dopo. Stilisticamente vennero ripresi alcuni aspetti di modelli precedenti, in particolar modo delle Heckflosse coupé e delle SL "Pagoda". Con una linea di cintura più bassa, la nuova vettura appariva anche più slanciata delle Heckflosse berline e l'abitacolo era più luminoso grazie a una maggiore superficie vetrata.
Al Salone dell'automobile di Francoforte del 1965 vennero presentate le W108 (con passo corto o lungo e sospensioni "classiche") e le W109 (con passo allungato di 10 cm, sospensioni di tipo pneumatico, finiture più pregiate, presenza di un maggior numero di cromature all'esterno e uso più esteso di legni all'interno dell'abitacolo).
Benché fosse un'automobile completamente inedita, la nuova ammiraglia confermava l'impostazione tecnica di base delle Heckflosse (trazione posteriore, cambio manuale a quattro marce o automatico a tre o quattro marce, sterzo a circolazione di sfere), avantreno a trapezi e retrotreno a bracci oscillanti. Quest'ultimo proponeva però una novità, rappresentato da un ammortizzatore trasversale in luogo della molla trasversale montata sulla Heckflosse. Come sempre, completavano il quadro delle sospensioni le molle elicoidali e gli ammortizzatori idraulici. I freni erano a disco su tutte le ruote. La gamma motori era composta inizialmente da tre motorizzazioni, tutte a 6 cilindri, due delle quali derivate dal vecchio 2.2 litri montato sulla 220 W187 del 1951. La terza motorizzazione era il 3 litri M189, derivato direttamente dall'unità che aveva equipaggiato a suo tempo le 300 "Adenauer".
I modelli W108 e W109 si rivelarono con gli anni un successo: la clientela, sempre molto facoltosa, ne apprezzò il comfort, le doti di abitabilità, le prestazioni e la sicurezza su strada (anche se il retrotreno delle W108, in caso di pioggia, dava qualche grattacapo).
Nel 1968 vi fu un lieve restyling, nel quale venne ritoccata la mascherina, che divenne a maglie più larghe, mentre i fari anteriori divennero sfaccettati ai lati e i copricerchi ricevettero dei fori di ventilazione. Vennero anche aggiornati i rapporti del cambio a quattro marce e ne fu messo a disposizione, su richiesta, uno manuale a cinque marce. Debuttarono anche nuovi motori da 2.8 litri, che andarono così a costituire la base della gamma W108/W109, la quale venne tolta di produzione nel 1972.

Non vennero mai prodotte dalla Casa delle versioni coupé o cabriolet su basi W108 o W109, ma vennero mantenute in listino le coupé e cabriolet delle serie W111 e W112.

### W108
I modelli W108 si distinguono dai modelli W109 per la presenza delle classiche sospensioni a molle elicoidali, finiture meno pregiate, presenza di un minor numero di cromature all'esterno e uso meno esteso di legni all'interno dell'abitacolo. Il corpo vettura può essere a passo normale o allungato.
Le W108 furono proposte in due motorizzazioni, ossia da 3 litri e da 2.5 litri, quest'ultimo disponibile però a carburatore (M108) o a iniezione (M129). Il motore da 3 litri era invece solo a iniezione, erogava fino a 170 CV ed equipaggiava la 300SEb, accreditata tra l'altro di una velocità massima di 200 km/h. Contrariamente a quanto si crede, questo modello era integrato tra le W108, in quanto non disponeva di sospensioni pneumatiche e visto che nasceva sul pianale a passo normale. Quanto ai motori da 2.5 litri, rispettivamente da 130 e 150 CV, spingevano la 250 S e la 250 SE a velocità massime di 180 e 190 km/h, più che accettabili all'epoca per un'ammiraglia di questo stampo e con questa motorizzazione.
All'inizio del 1968, la 250 SE fu sostituita da due modelli W108, equipaggiati dal nuovo 2.8 M130 a iniezione: la 280 SE e la 280 SEL, quest'ultima con passo allungato. Invece la 250 S continuò a essere prodotta ma venne affiancata dalla 280 S, dotata dello stesso 2.8 degli altri due modelli, ma alimentato a carburatore. Con potenze comprese tra 140 e 160 CV, questi modelli raggiungono prestazioni in realtà simili a quelle dei modelli equipaggiati dai motori da 2.5 litri, ma nonostante ciò si rivelano un gran successo di vendite, in relazione al tipo di vettura.
Nella primavera del 1969, la 250 S e la 250 SE escono di produzione. Le 280, già in listino da un anno, ne raccoglieranno il testimone e andranno a porsi alla base della gamma. Sulla base della 280 SE/SEL W108, nel 1970 viene lanciata per il solo mercato europeo la 280 SE/SEL 3.5, spinta dal nuovo M116 da 3.5 litri in grado di erogare fino a 200 CV. In pratica, questo modello va ad affiancare la 300 SEL 3.5 nata l'anno prima, ma dalla quale si distingue, come sempre, per le sospensioni.
Anche nell'ultimo anno di vita delle W108 vi furono interessanti novità: mentre la 280 SEL venne tolta di produzione, per il mercato statunitense vennero lanciate le 280 SE 4.5 e 280 SEL 4.5, spinte da un V8 da 4.5 litri nato sulla base del 3.5 M116 e accoppiato rigorosamente a un automatico a tre rapporti, come vuole la clientela d'oltreoceano.

### W109
Le Mercedes-Benz W109 debuttarono nel 1965 con la 300 SEL, equipaggiata con il motore 3 litri di cilindrata in alluminio M189 da 170 CV DIN (200 CV SAE) con iniezione meccanica Bosch. A differenza delle W108, la 300 SEL W109 si caratterizzavano per il passo lungo, le sospensioni pneumatiche, le finiture più pregiate, presenza di un maggior numero di cromature all'esterno e uso più esteso di legni all'interno dell'abitacolo. Prima dell'avvento dei motori V8, concepiti principalmente per il mercato nordamericano, la W109 300 SEL era il top di gamma della Mercedes-Benz (600 W100 a parte).
Il circuito pneumatico delle sospensioni pneumatiche era composto da un compressore d'aria, azionato dal motore, un serbatoio di accumulo posto all'interno del parafango anteriore sinistro (a ridosso del fanale anteriore), da una valvola distributrice principale, da due valvole di regolazione di livello anteriori e una posteriore, oltre che da quattro "cuscini" in gomma che sostituivano le tradizionali molle. Oltre a isolare e filtrare le asperità della strada il vantaggio di questo sistema era quello di essere autolivellante, mantenendo costante l'assetto del veicolo indipendentemente dal carico.
La Casa tedesca dichiara che nel caso della 300 SEL e delle W109 in generale, la lettera L non stava a intendere Lang (in tedesco significa "lunga", riferito al passo allungato rispetto ai 108 SE), bensì stava per Luftfederung, che in tedesco vuol dire "sospensione pneumatica".
Solo le 280 SEL 3.5 e le 280 SEL 4.5, già viste in precedenza, erano versioni a passo lungo in cui la sigla indicava effettivamente la maggiorazione dell'interasse, ma di fatto esse montavano sospensioni classiche e venivano perciò incluse nella gamma W108.
Nel dicembre del 1967, la 300 SEL uscì di produzione, per lasciare posto, due mesi dopo, alla 300 SEL 2.8, identica al modello precedente, ma con il motore 2.8 litri M130 che nello stesso periodo aveva esordito anche sui modelli della gamma W108. Tale motore erogava la stessa potenza del precedente 3 litri, dava una velocità di punta di poco  superiore e prometteva un consumo di carburante lievemente migliore.
Nel marzo del 1968, al Salone di Ginevra, viene presentata la 300 SEL 6.3, che diventerà il modello di punta nella gamma W109. La vettura nacque da un'idea di Erich Waxenberger, responsabile del settore sperimentale della Casa tedesca, e aveva come principale caratteristica quella di essere mossa dal grosso e potente motore V8 M100 da 6.3 litri proveniente dalla lussuosa 600 W100. Tale motore, della potenza di 250 CV DIN (300 CV SAE), permetteva alla vettura di superare i 220 km/h senza problemi e di confrontarsi senza alcun timore con alcune quotate sportive dell'epoca, come le Porsche 911 e le Dino 246 GTS.
Esternamente, la W109 300 SEL 6.3 si distingue dal resto della gamma per pochissimi particolari. Tra questi particolari, vi sono innanzitutto la sigla identificativa in coda, ma soprattutto i doppi fari anteriori sovrapposti di serie che ricordavano quelli previsti per il mercato USA.
Con la 300 SEL 6.3, la Casa di Stoccarda inaugurò una nuova nicchia di mercato, quella delle berline a elevate prestazioni. La vettura era dotata di una gamma di accessori pressoché illimitata: oltre agli accessori di serie, quali vetri elettrici, chiusura centralizzata, aria condizionata, selleria in pelle, differenziale autobloccante (di serie dal 1969), sospensioni pneumatiche autolivellanti, 4 freni a disco autoventilati, fari alogeni e cambio automatico, potevano infatti essere aggiunti decine di optional a listino e allestimenti speciali su richiesta del cliente, tra cui la parete divisoria, il radiotelefono, i tavolini posteriori, tutte vere chicche all'epoca.
Al Salone dell'automobile di Francoforte del 1969, venne lanciata la 300 SEL 3.5, dotata del V8 M116 da 3.5 litri e 200 CV. Tale modello affiancherà e in seguito sostituirà la 300 SEL 2.8, che uscirà di produzione nel 1970.
Nel 1971, per il solo mercato USA e contemporaneamente al lancio delle 280 SE 4.5 e 280 SEL 4.5 appartenenti alla serie W108, venne lanciato il modello 300 SEL 4.5, uguale alle prime due ma con sospensioni pneumatiche.
Le W108/W109 uscirono di listino nel 1972, rimpiazzate dalla W116, dopo essere state prodotte in 383.072 esemplari (di cui solo 2.369 esemplari prodotti di 300 SEL dotate di motore M189 e 6.526 300 SEL 6.3).

## Attività sportiva

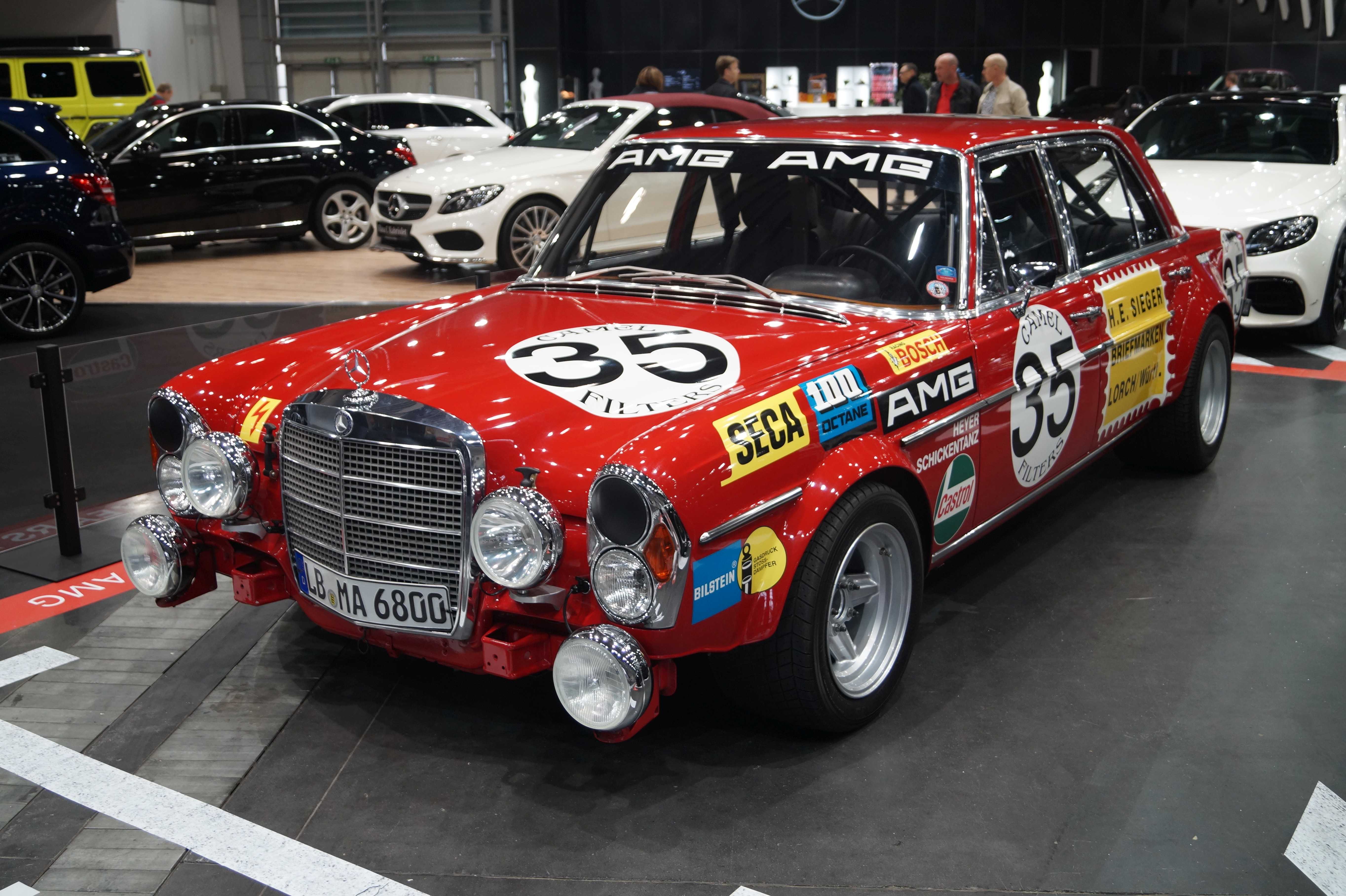
Una 300 SEL 6.8 AMG

Nel 1970 la Mercedes-Benz realizzò una versione da competizione della 300 SEL 6.8 per competere alla 24 Ore di Spa. Durante le prove della gara, però, divenne evidente che la vettura, a causa della sua configurazione, consumava troppo rapidamente gli pneumatici, e per questo motivo la casa tedesca decise di ritirarsi dalla gara. L'anno successivo l'AMG si presentò alla stessa corsa con la medesima vettura, la quale era stata sviluppata però partendo da un modello stradale incidentato. Il propulsore erogava la potenza di 430 CV e una coppia di 650 Nm. A causa del peso di 1635 kg e del colore rosso della sua carrozzeria venne soprannominata Rote Sau (Scrofa Rossa). Come piloti vennero ingaggiati i campioni di GoKart Hans Heyer e Clemens Schickentanz, in quanto l'originale primo pilota Kelleners aveva abbandonato la squadra dopo i test svolti a Hockenheim, dal momento che era rimasto spaventato dalla configurazione del mezzo. Nonostante i dubbi iniziali, la vettura risultò seconda assoluta durante la gara belga e poté così partecipare alle successive sette gare del campionato turismo, ottenendo inoltre il record di velocità di 285 km/h sull'Hunadieres. La carriera della 300 SEL 6.8 AMG terminò nel 1972, in quanto la FIA pose a cinque litri la cilindrata massima dei motori.

## Versioni e caratteristiche
Di seguito vengono riportate le principali caratteristiche tecniche delle versioni appartenenti alle serie W108 e W109:
| Modello               | Sigla   | Motore                | Cilindrata cm³ | Alimentazione | Potenza CV/rpm | Coppia Nm/rpm | massa a vuoto kg | Velocità max | 0–100 km/h s | Consumo medio l/100 km | Anni di produzione | Esemplari prodotti |
| Serie W108            |         |                       |                |               |                |               |                  |              |              |                        |                    |                    |
| 250S                  | 108.012 | M108 I (108.920,924)  | 2496           | Carburatore   | 130/5400       | 194/4000      | 1440             | 180          | 12"8         | 11.7                   | 09/65-03/69        | 74.677             |
| 250SE                 | 108.014 | M129 I (129.980)      | 2496           | Iniezione     | 150/5500       | 216/4200      | 1480             | 190          | 11"8         | 11.7                   | 09/65-01/68        | 55.181             |
| 280S                  | 108.016 | M130V28 (130.920,921) | 2778           | Carburatore   | 140/5200       | 224/3600      | 1470             | 185          | 12"5         | 12.3                   | 01/68-09/72        | 93.666             |
| 280SE                 | 108.018 | M130E28 (130.980,984) | 2778           | Iniezione     | 160/5500       | 240/4250      | 1495             | 190          | 10"5         | 12.3                   | 01/68-09-72        | 91.051             |
| 280SEL                | 108.019 | M130E28 (130.980,984) | 2778           | Iniezione     | 160/5500       | 240/4250      | 1525             | 190          | 10"5         | 12.3                   | 01/68-04-71        | 8.250              |
| 300SEb                | 108.015 | M189 VIII (189.989)   | 2996           | Iniezione     | 170/5400       | 251/4000      | 1560             | 190          | 11"2         | 12.5                   | 08/65-12/67        | 2.737              |
| 280SE 3.5             | 108.057 | M116E35 (116.980,980) | 3499           | Iniezione     | 200/5800       | 286/4000      | 1555             | 210          | 9"           | 13                     | 03/71-09-72        | 11.309             |
| 280SEL 3.5            | 108.058 | M116E35 (116.980,980) | 3499           | Iniezione     | 200/5800       | 286/4000      | 1585             | 210          | 9"           | 13                     | 03/71-09-72        | 951                |
| 280SE 4.5 (solo USA)  | 108.067 | M117E45 (117.984)     | 4520           | Iniezione     | 195/4500       | 358/3000      | 1660             | 200          | 11"          | 14                     | 05/71-11/72        | 13.527             |
| 280SEL 4.5 (solo USA) | 108.068 | M117E45 (117.984)     | 4520           | Iniezione     | 195/4500       | 358/3000      | 1690             | 200          | 11"          | 14                     | 05/71-11/72        | 8.173              |
| Serie W109            |         |                       |                |               |                |               |                  |              |              |                        |                    |                    |
| 300SEL                | 109.015 | M189 VII (189.988)    | 2996           | Iniezione     | 170/5400       | 251/4000      | 1640             | 190          | 11"2         | 12.5                   | 03/66-12/67        | 2.369              |
| 300SEL 2.8            | 109.016 | M130E28 (130.981)     | 2778           | Iniezione     | 170/5750       | 240/4500      | 1630             | 195          | 10"5         | 12.3                   | 02/68-01-70        | 2.519              |
| 300SEL 3.5            | 109.056 | M116E35 (116.981,991) | 3499           | Iniezione     | 200/5800       | 286/4000      | 1630             | 210          | 9"           | 13                     | 11/69-09/72        | 9.583              |
| 300SEL 4.5 (solo USA) | 109.057 | M117E45 (117.981)     | 4520           | Iniezione     | 195/4500       | 358/3000      | 1670             | 200          | 11"          | 14                     | 05/71-10/72        | 2.553              |
| 300SEL 6.3            | 109.018 | M100 (100.981)        | 6332           | Iniezione     | 250/4000       | 500/2800      | 1780             | 220          | 6"5          | 15.5                   | 12/67-09/72        | 6.526              |